# As Memórias de Barry Lyndon
As Memórias de Barry Lyndon (originalmente The Luck of Barry Lyndon) é um romance picaresco autobiográfico fictício de autoria do escritor britânico William Makepeace Thackeray, publicado em onze episódios sucessivos na Fraser's Magazine de janeiro a dezembro de 1844, reeditado no ano de 1852 em Nova Iorque pela D. Appleton & Co. e em Londres, em 1856, pela Bradbury & Evans, desta vez sobre o título de The Memoirs of Barry Lyndon, Esq., By Himself (« As Memórias de Barry Lyndon, Esquire, Por Ele Mesmo ») .
O romance foi adaptado para o cinema pelo diretor Stanley Kubrick em um filme de mesmo nome em 1975. Ao contrário do filme, o romance é narrado pelo próprio Barry, que funciona como um narrador essencialmente não confiável, perpetuamente ostentando e não percebendo a má luz em que ele lança a si mesmo.